# Coryphaenoides bucephalus
Coryphaenoides bucephalus är en fiskart som först beskrevs av Garman, 1899.  Coryphaenoides bucephalus ingår i släktet Coryphaenoides och familjen skolästfiskar. Inga underarter finns listade i Catalogue of Life.